# FuelPHP

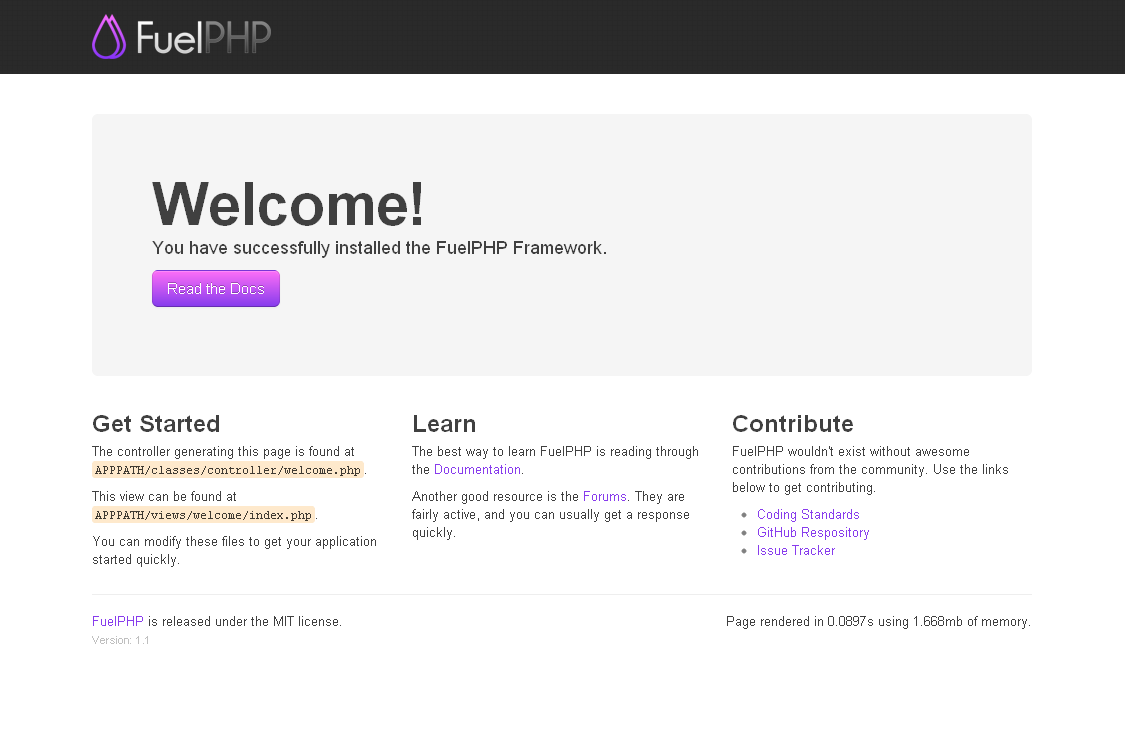

FuelPHP（暂无官方中文译名，非官方译名“猛料PHP”） 是一种開源、简单、灵活、社区驱动的 PHP Web 5 框架。出于对目前可用框架的不满，它应运而生，并在开发者社区的支持下不断发展。FuelPHP 的可移植性极高，可运行于多种服务器中，并具备简洁的语法。

## 外部連結
- FuelPHP英文官方网站（页面存档备份，存于）
- FuelPHP简体中文网站（页面存档备份，存于）